# Rennertshofen
Rennertshofen település Németországban, azon belül Bajorországban. Lakosainak száma 4945 fő (2023. december 31.). Rennertshofen Tagmersheim és Mörnsheim községekkel határos.

## Népesség
A település népessége az elmúlt években az alábbi módon változott:
| Lakosok száma | 686  | 1154 | 1222 | 4221 | 4770 | 4819 | 4878 | 4873 | 4961 | 4945 |
|               | 1875 | 1950 | 1975 | 1987 | 2012 | 2014 | 2016 | 2017 | 2021 | 2023 |